# Kollmar
Kollmar é um município da Alemanha localizado no distrito de Steinburg, estado de Schleswig-Holstein. Pertence ao Amt de Horst-Herzhorn.